# Sara de Antioquía
Sara de Antioquía (Antioquía, ? – Antioquía, 20 de abril de 305) fue una mártir según la tradición cristiana. Su festividad se celebra el 20 de abril.
Vivió entre el III y el IV siglo, originaria de la ciudad de Oriente Medio de Antioquía, donde encontró la muerte por causa de su fe: había hecho bautizar a sus hijos en contra de la voluntad de su marido y contraviniendo a las disposiciones Imperiales Romanas.

## Hagiografía
El Sinaxario Alexandrino es el único que lleva testimonio por escrito de la mártir, poniendo el día conmemorativo de su "renacimiento en el cielo" (dies natalis) el 20 de abril.
Hija de una familia rica, se casó con un funcionario de alto rango involucrado en la persecución iniciada por Diocleciano. Prefirió no bautizar a los niños en la ciudad, por lo que decidió hacerlo en Alejandría, donde vivía una comunidad próspera de cristianos que no eran todavía demasiado acosados por la persecución.
Durante el viaje, complicado por una tormenta, con el barco a punto de hundirse, Sara se hirió el pecho con un cuchillo, y con su sangre marcó una cruz en la frente de los dos hijos. Los sumergió tres veces en agua de mar e invocó a la Trinidad, según el rito del bautismo. La tormenta pasó y el barco llegó al puerto de Alejandría. Sara se fue a visitar al obispo Pedro, para que bautizara a sus hijos. A la hora de recibir el bautismo, sin embargo, pasó un hecho inexplicable: cada vez que Sara se acercaba para que los hijos recibieran el sacramento, el agua se congelaba al instante. Sara preguntó al obispo, el cual, una vez sabido del bautismo administrado en un momento de gran peligro, aseguró de la validez del sacramento ya impartido.
Sara volvió a Antioquía con sus hijos. Al llegar a casa relató los acontecimientos a su marido Sócrates, quien informó a su comandante Diocleciano. Este llamó a Sara y la inquirió con dureza, y por miedo ella se encerró en un silencio total. Irritado por la actitud de la mujer, la condenó a la hoguera con sus dos hijos.